# Битка за Корсунско-черкаски џеп
Корсунско-черкаска операција (рус. Корсунь-Шевченковская операция, укр. Корсунь-Шевченківська операція), или битка за Корсунско-черкаски џеп, била је битка у Другом светском рату која се водила од 24. јануара до 16. фебруара 1944. током совјетске Дњепарско–карпатксе офанзиве у Украјини. У бици, 1. и 2. украјински фронт, којима су командовали Николај Ватутин и Иван Коњев, опколили су немачке снаге Групе армије Југ у џепу близу реке Дњепар. Током недеља борби, два фронта Црвене армије покушала су да затворе џеп. Опкољене немачке јединице покушале су да се пробију у координацији са покушајем помоћи других немачких снага, што је резултирало тешким жртвама, чије процене варирају.
Совјетска победа у офанзиви Корсун-Шевченковски означила је успешно спровођење совјетских дубоких операција. Совјетска доктрина дубоке борбе предвиђала је разбијање предње одбране непријатеља како би се омогућило свежим оперативним резервама да искористе пробој убијањем у стратешку дубину непријатељског фронта. Долазак великог броја америчких и британских камиона и полугусеничара дало је совјетским снагама много већу мобилност него што су имале раније. Ово, заједно са совјетским капацитетом да држи велике формације у резерви, дало је Црвеној армији могућност да се изнова и изнова напредује дубоко иза немачке одбране.
Иако совјетска операција на Корсуну није резултирала колапсом на немачком фронту којем се надала совјетска команда, она је означила значајно погоршање снаге расположиве немачкој војсци на том фронту, посебно тешког наоружања, од којих је скоро све је изгубљен током пробоја. Током остатка рата, Црвена армија би довела велике немачке снаге у опасност, док су Немци били исцрпљени и непрестано покушавали да се извуку из једне кризе у другу. Мобилне совјетске офанзиве биле су обележје Источног фронта до краја рата.

## Јануар 1944. године
У јесен 1943. године, немачке снаге Групе армије Југ под командом фелдмаршала Ериха фон Манштајна, укључујући 8. армију генерала Велера пале су на линију Пантер-Вотан, одбрамбени положај који је у Украјини пратио реку Дњепар. Међутим, када су немачке снаге стигле, приступило се само планирању и изградњи, а одбрамбени положаји у суштини нису постојали.
До 1. децембра 1943. линија је била прекинута и совјетска армија је прешла Дњепар. Само два корпуса, XI под командом генерала Вилхелма Штемермана, XLII под командом генерала-потпуковника Теобалда Либа и придружени корпусни одред Б из 8. армије, држали су истурени део на новој совјетској линији. Избочина западно од Черкасија простирала се око 100 километара до насеља Канев на реци Дњепар, са градом Корсуном који се отприлике налазио у центру испупчења, са 1. украјинским фронтом са леве стране и 2. украјинским фронтом са десне стране.
Маршал Совјетског Савеза Георгиј Жуков је схватио потенцијал за уништење Велерове 8. армије, користећи тактику сличну оној која је коришћена за опкољавање и уништавање Паулусове 6. армије у бици за Стаљинград. Жуков је препоручио совјетској Врховној команди (Ставка) да распореди 1. и 2. украјински фронт да формирају два оклопна прстена: унутрашњи прстен око џепа, након чега следи уништавање снага које је садржао, и спољашњи прстен за спречавање доласка нових формација до опкољених јединица. Упркос поновљеним упозорењима Манштајна и других, Адолф Хитлер је одбио да дозволи да се изложене јединице повуку назад.
Генерал Коњев је 15. јануара одржао конференцију у свом штабу у Болтушком са својим командантима и њиховим политичким комесарима да пренесу наређења добијена од Ставке. Почетни напад је требало да изведе Коњевов 2. украјински фронт са југоистока од стране 53. армије и 4. гардијске армије, са 5. гардијском тенковском армијом да искористи продоре, уз подршку 5. ваздушне армије, којој ће се придружити 52. армије, 5. гардијског коњичког корпуса и 2. тенковске армије. Поред тога, са Ватутиновог 1. украјинског фронта, 27. и 40. армија је требало да буду распоређене са северозапада, са 6. тенковском армијом за експлоатацију продора, уз подршку 2. ваздушне армије. Многе од ових формација добиле су прилив новог особља. Планирање Црвене армије је даље укључивало опсежне операције обмане за које су Совјети тврдили да су успешне, међутим, немачки ратни дневник 8. армије јасно показује да су немачки штабови били забринути због претње.

## Окружење
Совјетски напад је почео 24. јануара када је Коњевов 2. украјински фронт напао исток са југоистока. Пробој је брзо постигнут, а продор су искористили 5. гардијска тенковска армија и 5. гардијски коњички корпус следећег дана. Упркос свести немачког штаба 8. армије да је напад неизбежан, били су изненађени појавом новоформиране 6. тенковске армије 1. украјинског фронта. Међутим 6. тенковска армија, са 160 тенкова и 50 самоходних топова, је била неискусна и требало јој је више времена него што се очекивало да продре на западни бок истуреног дела. „Мобилна група“ из састава 233. тенковске бригаде 5. механизованог корпуса, под командом генерала Савељева, са 50 тенкова и 200 наоружаних митраљезом пешадије, заузела је Лисјанку и до 28. јануара прешла у предграђе Звенигородке. Овде су се ове трупе 6. тенковске армије сусреле са 20. тенковским корпусом 2. украјинског фронта. Током наредна три дана, две тенковске армије су формирале спољни прстен са слабом посадом око онога што је сада био Корсунски џеп, док су други, унутрашњи, формирале совјетске 27., 52. и 4. гардијске армије.
Совјетски команданти су били оптимисти у погледу напретка операције. Стаљину је обећан други Стаљинград и он је то очекивао. Коњев је јавио: "Нема разлога за бригу, друже Стаљине. Опкољени непријатељ неће побећи." У џепу је било скоро 60.000 људи из шест немачких дивизија, са око 55% њихове овлашћене снаге, заједно са неким мањих борбених јединица. Међу заробљеним немачким снагама били су 5. СС оклопна дивизија Викинг, са придодатом 5. СС пешадијском бригадом "Валонци", естонски СС пешадијски батаљон "Нарва" и неколико хиљада руских помоћника. Генерал Вилхелм Штемерман, командант XI корпуса, постављен је за команду снага у џепу. Ове снаге су назване "Група Штемерман". Пета СС тенковска дивизија, са око 11.400 људи, је имала 30 оперативних тенкова Панцер III/IV и јуришних топова, и још шест у ремонту. Дивизија је даље имала 47 артиљеријских оруђа, од чега 12 самоходних топова.

## Немачки напади
Манштајн се брзо кретао и почетком фебруара III и XLVII оклопни корпуси су били окупљени за помоћ. Хитлер је, међутим, интервенисао и наредио да се напад трансформише у покушај да се противокруже две совјетске армијске групе.
Генерал Херман Брајт, командант III оклопног корпуса, затражио је да се формације за помоћ уједине како би покушале да пробију коридор опкољеној Групи Штемерман. Овај захтев је одбијен и покушано је контраокружење совјетских снага. Напад 11. тенковске дивизије XLVII оклопног корпуса на југоисточни бок џепа брзо је застао, пошто је имала само 27 тенкова и 34 јуришна топа у функцији. Покушај III оклопног корпуса настављен је до 8. фебруара, када је постало непобитно да је покушај пропао. Манштајн је наредио корпусу да се одвезе директно до положаја Групе Штемерман. Повлачење III оклопног корпуса и реорганизација за нови напад 15 километара јужно од Бојарке трајало је три дана.
Дана 11. фебруара, Брејт је започео напад са 16. и 17. оклопној дивизијом које су кренуле ка реци Гнилој Тикич. У почетку су добро напредовали. 1. оклопна дивизија и 1. СС оклопна дивизија Телесна гарда Адолфа Хитлера покривале су северни бок положаја. Како су улазили све дубље у совјетске положаје, Жуков је наредио Ватутину да састави четири тенковска корпуса са циљем да заустави немачки напад. Време је отоплило, претварајући путеве у мекано блато и успоравајући немачки напредак. Овде су постали видљиви проблеми немачких возила. Совјетске снаге су добиле на лизинг камионе америчке производње са погоном на сва четири и шест точкова. Они су углавном могли да прођу, док немачка возила са погоном на два точка нису.
Коњев је издао наређење 4. гардијској армији и 5. гардијском коњичком корпусу да покушају да разбију џеп у ноћи између 5. и 6. фебруара. Удар је требало да падне на границу између два немачка корпуса. Како су борбе одмицале, совјетски циљ је постао јасан Штемерману и Либу. Штемерман је наредио да 5. СС оклопна дивизија дође на лице места. Заједно са 72. пешадијском дивизијом зауставила је совјетски напад чиме је Немцима купила време. Напори Црвене армије су обновљени између 7. и 10. фебруара. Овај напор је спутан недостатком снабдевања. Продори III оклопног корпуса ка реци Гнилој Тикич допринели су да линије снабдевања совјетским формацијама као што је Ватутинова 6. тенковска армија буду много дуже. Совјетско ваздухопловство је покушало да допуни неке јединице користећи авионе Поликарпов По-2. Упркос логистичким потешкоћама, јединице 2. украјинског фронта успеле су да се приближе Корсуну до 10. фебруара.

## Немачки маневар у џепу
Дана 11. фебруара, III оклопни корпус је наставио кретање на исток. Снаге су стигле до реке Гнилој Тикич и успоставиле мали мостобран на источној обали. Нису могли да напредују даље, што је значило да Група Штемерман мора сама да се избори за излаз.
Обе стране су схватиле да су напори Вермахта за помоћ достигли критичну фазу. Упркос тешким подстицајима совјетске пропаганде Немци се нису предавали. Жуков је стога одлучио да пошаље посланике под белом заставом са захтевима за предају. Изасланици Црвене армије представили су писма и за Штемермана и за Либа која су потписали маршал Жуков и генерали Коњев и Ватутин. После срдачних разговора, освежења и руковања, совјетска делегација је отишла без позитивног одговора.
Немачке ваздухопловне снаге су извеле операцију снабдевања из ваздуха и за опкољене снаге и немачке помоћне снаге. Дана 28. јануара VIII ваздухопловни корпус је распоредио 832 транспортна авиона, 478 бомбардера (са којих су залихе бачене са мале висине), 58 ловачких бомбардера и 168 ловаца. Током операције изгубљена су 32 транспортна авиона, 13 бомбардера и пет ловаца. Након што је аеродром Корсун напуштен 12. фебруара, испоруке су испоручене падобранима.
Луфтвафе је испоручио 82.948 галона горива, 868 тона муниције и четири тоне санитетског материјала опкољеним снагама и 325 тона муниције, 74.289 галона горива и 24 тоне хране помоћним формацијама, и евакуисао је 4.161 рањеног војника док је аеродром Корсун био у функцији. Операција је задовољила само половину (78 тона) дневних потреба (150 тона) опкољених трупа према процени немачког штаба 8. армије.
Штемерман је почео да повлачи трупе са северне стране џепа, преоријентишући потискивање правца бекства и нападајући на југ да би се кретао према снагама за помоћ на северној обали реке Гнилој Тикич. Опкољене снаге су имале за циљ да заузму села Ново-Буда, Комаровку, Хилки и Шандеровку на југозападном ободу џепа како би дошли до повољне линије одскока за пробој. Током 11. и 12. фебруара, елементи 72. пешадијске дивизије заузели су Ново-Буду и Комаровку. Током вечери 15. фебруара, Хилки је обезбеђен од совјетског контранапада. Међутим, од свих немачких дивизија у џепу, 5. СС оклопна дивизија Викинг је највише допринела наставку операција. Пошто је СС дивизија Викинг била једина заиста мобилна снага унутар џепа, гусеничарске јединице дивизије су се више пута померале са једног краја џепа на други да би се ојачале линије које су биле у лошем стању.
Џеп је "кренуо" на југ и на пола пута према помоћним снагама напао село Шандеровка. Насеље су снажно бранили Совјети, заузеле су је 72. пешадијске трупе, поново заузеле јединице совјетске 27. армије и поново заузела Германија пук 5. СС оклопне дивизије. До ноћи 16. фебруара, III оклопни корпус се пробијао ближе опкољеним формацијама, сада на седам километара од групе Штемерман.

## Апел заробљених немачких официра
Џеп је довео до покушаја Совјетског Савеза да ангажује Национални комитет за слободну Немачку (НКФД) и Лигу немачких официра (БДО) како би убедио немачке трупе да се предају. Ратни заробљеници и чланови БДО генерали Валтер фон Зајдлиц-Курцбах, Alexander Александар Едлер фон Данијелс и Ото Корфес посетили су фронт 10. фебруара и упутили лични апел немачким командантима. Апели су упућени и на радију. Упркос њиховом неуспеху, ова операција је подигла углед НКФД и БДО међу савезницима и међу Осовином. Фон Зајдлиц је отпуштен из војске и осуђен на смрт у одсуству, а Хитлер је лично овластио "Sippenhaft" против његове породице.

## Покушај пробоја
Кретање на север према џепу III оклопног корпуса заустављено је одлучношћу Црвене армије, тереном и недостатком горива. После неколико неуспешних покушаја немачких оклопних формација да заузму и задрже брдо 239 и напредују ка Шандеровку, совјетски контранапади 5. гардијске тенковске армије приморали су III оклопни корпус на тешке одбрамбене борбе. Немачка 8. армија је јавила Штемерману: „Капацитет за акцију III оклопног корпуса ограничен је временским приликама и ситуацијом у снабдевању. Група Штемерман мора сопственим напорима да изврши пробој до линије Журзинци–брдо 239. Тамо ће се повезати са III оклопним корпусом."
У поруци није прецизирано да су Журзинци и брдо још увек чврсто у совјетским рукама – неуспех који је проузроковао тешке жртве Групе Штемерман током немачког пробоја из џепа. Генерал-поручник Либ је постављен од стране 8. армије да води пробој. На седам километара који су раздвајали Групу Штемерман и III оклопни корпус, Коњев је постављао своје снаге за напад предвиђен за 17. фебруар. Његове три армије – 4. гардијска, 27., 52. и 5. гардијски коњички корпус – опколиле су немачке снаге. Снаге Црвене армије су такође укључивале елементе 5. гардијске тенковске армије, чија су оклопна возила била смештена у области која је раздвајала Групу Штемерман и III оклопни корпус.
Штемерман је одлучио да остане позади са 6.500 људи, преосталом комбинованом снагом 57. и 88. пешадијске дивизије. Џеп је у овом тренутку био само пет километара у пречнику, без простора за маневар. Шандеровка, некада виђена као одржива рута за бекство, постала је позната као "Капија пакла". Црвена армија је подвргла то подручје интензивној артиљеријској и ракетној ватри, док су копнени авиони Црвеног ваздухопловства бомбардовали и гађали опкољене трупе, и само ретко нападани од стране Луфтвафеа. Разни дневници јединица описали су тмурну сцену, са пожарима изазваним совјетским ноћним бомбардовањем запаљивим материјалима, свуда уништеним или напуштеним возилима и рањеним људима и неорганизованим јединицама на блатњавим путевима. Украјински цивили су затечени између бораца. Манштајн је 16. фебруара 1944., не чекајући Хитлерову одлуку, послао радио поруку Штемерману да одобри пробој: "Слобода лозинке, циљ Лисјанка, 23:00 сати."
Уз велику невољност, Штемерман и Либ су одлучили да оставе 1.450 рањеника који нису били у покрету у Шандеровки, уз присуство лекара и болничара. Трупе су тада у сумрак почеле да се окупљају у три јуришне колоне, са дивизијском групом 112 на северу, 5. СС тенковском дивизијом на југу и 72. дивизијом у центру, са ојачаним 105. пуком у првом ешалону који је обезбедио јуришну моћ. Неколико батаљона и пукова стигло је до немачких линија код Октјабра до 04:10. а 105. дивизија је ушла у Лисјанку у 06:30.
На леву бочну колону вратила се извиђачка патрола са вестима да су брдо 239 заузели совјетски тенкови Т-34 5. гардијске тенковске армије. Високо тло је требало заобићи. Правац немачког повлачења морао је да скрене на југ према реци Гнилој Тикич. Када се разданило, немачки план за пробој је почео да се расплиће. Врло мало оклопних возила и друге тешке опреме могло је да се попне по клизавим обронцима брда и оружје је морало бити уништено и напуштено.
Генерал Коњев, сада свестан немачког пробоја, одлучио је да одржи обећање дато Стаљину да неће дозволити немачким снагама да побегну. Совјетска обавештајна служба је, међутим, у овој фази знатно преценила оклопну снагу III оклопног корпуса, и Коњев је стога наставио да нагомилава снаге. У то време, 20. тенковски корпус је довео своју бригаду нових тенкова модела Јосифа Стаљин-2 на Корсунско ратиште. Коњев је наредио свом расположивом оклопу и артиљерији да нападну јединице које су побегле, да их издвоје у изоловане групе и затим их уништавају по групама. Две совјетске стрељачке дивизије које су блокирале, 206. стрељачка и 5. гардијско ваздушно-десантна, разбиле су немачке јуришне снаге, без подршке пешадије совјетски тенкови су потом пуцали на немачке формације из даљине. Без противтенковског оружја на терену, Т-34 су почели да улазе у трупе за подршку, штабне јединице, заостале и идентификоване медицинске колоне Црвеног крста.
 Под жутим небом раног јутра и над земљом прекривеном мокрим снегом совјетски тенкови су кренули право у густу колону, идући горе-доле, дробећи својим гусеницама. Скоро истовремено нагомилана козачка коњица удаљила се од тенкова да лови и масакрира људе који су бежали и тражили уточиште у брда: подигнуте руке у знак предаје, козаци су одсицали сабљама. Убиства у овом лову на људе трајала су неколико сати и нова рунда је започета на обалама реке Гнилој Тикич, где су се преживели од првог судара немачке колоне са совјетским трупама повукли и борили.— Џон Ериксон, у  Путу за Берлин , стр. 178.
До средине дана, већина сада помешаних дивизија стигла је до реке Гнилој Тикич, широке 15 метара и дубином од два метара услед топљења снега. Упркос чињеници да је 1. тенковска дивизија заузела мост, а инжењери подигли још један, људи у паници су реку видели као једини спас. Пошто је главнина била удаљена и јужно од мостобрана, последњи тенкови, камиони и вагони су убачени у воду, дрвеће је оборено како би се формирали импровизовани мостови, а трупе су се прелетеле, стотине људи су се давили, ношени низводно са коњима и војним остацима. Многи други су подлегли шоку или хипотермији. Пред крај пробоја, инжењери су изградили још неколико мостова и позадинске јединице 57. и 88. пешадијске дивизије прешле су реку „на суво“, укључујући 20 коњских кола са око 600 рањених.
То што су многи побегли назад на немачке линије код Лисјанке у великој мери је последица напора III оклопног корпуса који се кретао у правцу Групе Штемерман. Јединица је била опремљена Тигровима и Пантерима и инжењеријским батаљоном са специјалистичким вештинама премошћавања.

## Исход
Опкољење Черкаси-Корсуна од стране Црвене армије нанело је озбиљну штету шест немачких дивизија, укључујући и 5. СС оклопну дивизију. Иако је већина заробљених мушкараца побегла, морали су да оставе скоро сву своју тешку опрему. Ове јединице су морале бити повучене ради одмора и скоро потпуног преопремљавања. Рањеници који су одбегли превезени су са сабирних пунктова у близини Умана до рехабилитационих центара и болница у Пољској, а затим су послати на одсуство у своје родне градове.
У извештају америчке војске написаном после рата, Либ је то прокоментарисао када је преузео команду над Стемерманом:

72. и Викинг дивизија су биле потпуно измешане. Нису више имали тенкове, артиљерију, возила или оброке. Многи војници су били потпуно без оружја, доста чак и без обуће. Ниједна дивизија се није могла сматрати способном за борбу. Један пук Оперативне групе Б је био нетакнут и још увек је имао извесну артиљеријску подршку. Међутим, ни овај пук није имао ни возила ни следовања. Сви рањени, процењени на око 2.000, (...) евакуисани су ваздушним путем.“ Такође је навео: „У недостатку возила и горива, III оклопни корпус није могао да појача своје јединице у области Лисјанке и Октјабра. [Он] није имао никакве додатне залихе било које врсте, а његови предњи елементи нису били у стању да обезбеде оброке за трупе које су излазиле из џепа.

Са немачким оклопним резервама привученим у Корсунски џеп, Совјети су напали Групу армија Југ у два друга сектора. 13. и 60. армија (1. украјински фронт генерала Ватутина) напредовале су јужно од Припјатских мочвара, заузевши остатке немачког XIII армијског корпуса у бици код Ровна  и напредовале до Луцка. На југу, 3. и 4. украјински фронт (генерали Малиновски и Толбухин) напали су дуж завоја реке Дњепар, заузевши Криви Рог.
Генерал Штемерман је погинуо током пробоја када је његов командни аутомобил погођен совјетским противтенковским топом. Генерал Либ је преживео рат. Генерала Ватутина су 29. фебруара 1944. ранили украјински националистички УПА побуњеници и умро 15. априла. Командант 2. украјинског фронта, генерал Коњев, проглашен је за маршала Совјетског Савеза за победу код Корсуна. Коњев је такође преживео рат.

## Процене
Битка око Корсуна је била велика совјетска победа која је омогућила касније напредовање следећег пролећа у Румунију. Читава немачка војска је била заробљена, а како се џеп урушио, унутрашње снаге су биле присиљене да се повуку кроз рупе у совјетским снагама које су их окруживале, што је резултирало значајним губицима у људству и огромним губицима у опреми.
Хитлерово инсистирање на држању откривене истурене тачке снажно је ограничило могућности немачких теренских команданата. Када су Совјети опколили немачке снаге, напори за пружање помоћи дали су различите резултате. Ефикасност немачког контранапада била је ограничена Хитлеровим планом да подели своје снаге у покушају контра-заокруживања. Напади XLVII оклопног корпуса били су неефикасни због слабости његових дивизија. Иако је III оклопни корпус био далеко ефикаснији, корпус је изгубио недељу дана на неуспели покушај да опколи совјетске снаге. Када је коначно добио задатак да ослободи Групу Штемерман, Немци нису били у стању да обезбеде Бекеов пук тешких тенкова адекватним залихама горива, што је довело Бекеа да заустави своје напредовање на брду 239 јер је једној групи његових тенкова понестало горива. Овај логистички неуспех је био појачан нејасноћом радио поруке генералу Штемерману која је наређивала покушај пробоја. Брдо 239 је остало под совјетском контролом, што је резултирало значајним жртвама међу Штемермановим снагама које су се повлачиле.
Совјетски учинак је такође био оптерећен грешкама. Совјетски обавештајни подаци о немачким снагама у џепу нису били у стању да процене њихову снагу. У исто време, Совјети су потценили немачку способност за контранапад и журно су померили више снага напред да би појачали снагу својих прстенова који их окружују. Совјетско ваздухопловство није било у стању да значајно омета немачке напоре за снабдевање из ваздуха. На крају, опкољене снаге нису биле у стању да спрече немачки пробој, што је омогућило значајном делу заробљених Немаца да побегне. Узимајући у обзир почетне околности битке, степен совјетских губитака јасно показује да је, иако су Совјети победили код Корсуна, то била победа која је имала високу цену.
Совјетски извори и сведочанства са линије фронта тврде да је укупан губитак немачких војника био катастрофалан, са проценама прикупљеним из масовних гробница и на бојном пољу само из опкољених формација око 55.000 мртвих и 18.000 немачких заробљеника. Немачки извори се разликују у погледу укупних губитака, држећи да се од 60.000 људи који су првобитно били у џепу, број смањио на мање од 50.000 до 16. фебруара. 45.000 њих је учествовало у пробоју, што је резултирало тиме да су 27.703 немачка војника и 1.063 руска помоћника избили неповређени. Укупан број погинулих, рањених или несталих износио је 31.000, али ове бројке не рачунају губитке спасилачких снага. Немачки званични документи наводе да је укупно 40.423 војника успело да побегне из џепа, укључујући рањенике извучене из џепа и евакуисане из Лисјанке. Иако је било тврдњи да су "отприлике два од три" опкољена војника успела да побегну из џепа, "скоро једна трећина њихових људи [била је или] мртва или рањена."
Совјетски извори наводе губитке од 80.188 жртава за 1. и 2. украјински фронт, са 24.286 погинулих и несталих, и 55.902 рањених. Ови губици су настали у периоду од 24. јануара до 17. фебруара 1944. и током опкољавања и покушаја пробоја.

## Пропаганда
Обе стране су догађаје на Корсуну поздравиле као победу. Маршал Коњев је тврдио да је нанео 130.000 немачких жртава, што је тврдња коју немачка званична историја одбацила. Совјетски историчар Сергеј Смирнов описао је победу код Корсуна као "Стаљинград на Дњепру", а победа је поздрављена као кулминација совјетске оклопне снаге против болесног Вермахта. Маршал Жуков није волео да га засени његов ривал, напомињући да су 18. фебруара 1944. у Москви одане званичне почасти 2. украјинском фронту — али не и 1. украјинском фронту — "неопростива грешка части врховног команданта [Стаљина]".
Од стране Немаца, контранапад је приказан као величанствен успех у коме је једна група храбрих немачких војника ослободила своје исто тако херојске другове који су били заробљени у џепу. Међутим, генерал фон Ворман, који је командовао покушајем помоћи XLVII оклопног корпуса огорчено је приметио да су "трупе које су учествовале биле зачуђене и у неверици када им је речено да су извојевали велику победу код Черкаса у Украјини 1944. године". Немачкој врховној команди је лакнуло што су многе трупе успеле да побегну. Адолф Хитлер се наводно само накратко пожалио на количину опреме која је морала да остане.

## Историографија
Једно од почетних историографских радова о борбама код Корсуна била је публикација америчке војске из 1952. године, ДА Памфлет 20–234, Операције окружених снага: немачка искуства у Русији. Овај рад је написан у контексту хладноратовске конфронтације НАТО-а са Совјетским Савезом, а аутори су истакли историјско искуство Вермахта које би се могло показати корисним НАТО снагама у случају да избије рат између Совјетског Савеза и земаља НАТО-а. Као и већина дела на енглеском језику о Источном фронту ове ере, написана је са немачке тачке гледишта и без користи ратних записа.
Филмови Џона Ериксона из 1983. Пут за Берлин и Дејвида Гланца 1995. (2015) Када су се титани сукобили покрили су догађаје на целом Источном фронту из немачке и совјетске перспективе и посветили неколико страница борбама у Корсунском џепу. Ериксон није доводио у питање совјетске тврдње у вези са немачким жртвама, а Гланц је довео у питање истинитост немачких тврдњи о укупном броју бегунаца из џепа. Гланц је такође превео совјетску Генералштабну студију о Корсунској операцији на енглески као Битка за Украјину: Корсунско-Шевченковска операција Црвене армије, 1944.
У скорије време, рад историчара америчке војске Дагласа Неша из 2002. године, Врата пакла: Битка код Черкаског џепа, јануар–фебруар 1944, довео је у питање совјетске тврдње да је Корсун још један Стаљинград. Слично, шведски историчари Никлас Зетерлинг и Андерс Франксон оспорили су тврдње совјетске генералштабне студије о Корсунској операцији у свом делу Корсунски џеп из 2008. године. Опкољавање и бег немачке војске на истоку, 1944., користећи изјаве за описивање штабне студије као што су "све осим тачне" и "потпуно непоуздане". Ипак, и Неш и Зетерлинг/Френксон закључују да је Корсун био совјетска победа.
Године 2007. објављен је 8. том немачке полузваничне историје рата (Немачка и Други светски рат), а део дела аутора Карла-Хајнца Фрајзера обухвата догађаје на Корсуну. Овај рад такође доводи у сумњу совјетске тврдње у вези са немачким жртвама док се детаљно расправља о ситуацији немачких снага, користећи доступне податке из немачких архива. Међутим, док су немачке жртве у овом раду преузете из немачких архива, он своју процену совјетских АФВ и губитака оружја (некритички) заснива на немачким ратним тврдњама. Године 2011. аутор и историчар Жан Лопез објавио је књигу под називом "Черкаско-корсунски котао", која описује битку.